# 阎庆
阎庆（506年—582年），字仁庆，一作仁度，河南郡河阴县（今河南省洛阳市孟津区）人，北魏、西魏、北周、隋朝官员。

## 生平
阎庆的曾祖阎善是北魏的龙骧将军、云州镇将，于是在云州的盛乐郡安家。祖父阎提是使持节、车骑大将军、敦煌镇都大将。父亲阎进有谋略，英勇善战，当世无双。正光年间，阎进出任龙骧将军。恰逢卫可孤叛乱，围攻盛乐郡。阎进率领众人据守，一共延续了三年，昼夜交战，从来没有停止，他们以少对多，城池最终得以保全，阎进因功出任盛乐郡太守。
阎庆从小就聪明机敏，重视信用，风度仪容端正严肃，一副庄重的样子。到卫可孤侵犯逼迫盛乐郡的时候，阎庆跟随父亲阎进坚守城池，出了很多力，因此出任别将，逐渐升任轻车将军，加给事中。后来阎庆因为军功又出任步兵校尉、中坚将军。
永熙三年（534年），高欢发兵向洛阳进发，魏孝武帝西迁，阎庆对亲近的人说：“高欢飞扬跋扈，将有篡夺叛逆的图谋，我们哪能只顾着眼前苟且偷安，受到他的控制呢！”阎庆于是在大统三年（537年）从宜阳郡归附西魏朝廷。宇文泰对阎庆说：“高欢反叛作乱，天下分崩离析，群盗争起，人人都只顾着为自己谋私利。你最终能尽忠贞的气节，重君臣的名分，背弃逆贼，归顺朝廷，舍危赴安，即使古人所称道的行为，也无法超过你了。”宇文泰当即认命阎庆为中坚将军、奉车都尉。河桥之战时，阎庆因功出任前将军、太中大夫，升任后将军，封安次县子，食邑四百户。邙山之战时，阎庆率先冲入敌人阵地，出任抚军将军、大都督，进爵为伯，增加食邑五百户。
阎庆善于安抚部下，士卒还没有休息，他自己从不先休息，所以部下都能尽力死战，屡次建立功勋。阎庆屡次升任使持节、车骑大将军、仪同三司、散骑常侍、骠骑大将军、开府仪同三司、云州大中正，加侍中，获赐姓大野氏。
周孝闵帝登基后，阎庆外任河州刺史，进爵石保县公，增加食邑一千户。河州位于黄河北岸，州境与少数民族接壤。阎庆留意安抚招纳，被称道宽大仁爱。阎庆不久加大将军，进爵大安郡公，食邑户数如前，又回朝出任小司空，出任云州刺史，转任宁州刺史。阎庆性格宽容和善，不把苛刻繁琐当做明察，百姓都喜欢他。天和六年四月庚子（571年6月1日），阎庆进位柱国。
晋公宇文护的母亲是阎庆的姑姑，宇文护虽然独揽朝政，阎庆却从来没有迎合依附他。等到宇文护被诛杀后，周武帝因此敬重阎庆，于是诏令阎庆的儿子阎毗娶清都公主。阎庆虽然官位高威望大，与皇室联姻，仍然经常把谦虚谨慎作为自己的操守，当时人们都因此称颂他。建德二年（573年），阎庆上书请求辞去官职。周武帝下诏书赞美嘉奖，同意他的请求。阎庆已经衰老，经常有顽疾缠身。周宣帝因为阎庆是前朝年高望重的老臣，与通常的君臣关系特别不同，就下诏书命令周静帝亲自前往阎庆的住宅探病。周宣帝又赐给阎庆布帛千段，阎庆所需要的医药，周宣帝命令有关部门供给。大象二年六月戊午（580年7月1日），阎庆加上柱国。隋文帝登基，又命令皇太子杨勇到阎庆住宅问候病情，并供给他医药所需的费用。开皇二年（582年），阎庆去世，虚岁七十七。朝廷赠予司空、荆谯淅湖澧广蒙七州诸军事、荆州刺史，谥号成。
阎庆长子阎常，在阎庆之前去世。阎庆的儿子阎毗继承爵位，在大象末年，官至大将军。

## 家庭

### 子女
- 阎常，长子，早逝
- 阎毗，隋朝上仪同、殿內少监、兼领将作少监、石保恭公
- 阎才，隋朝奉车都尉、车骑将军
- 阎氏，嫁隋朝渭州刺史、大将军、流江公李充颖[16]